# Obwód Gabrowo

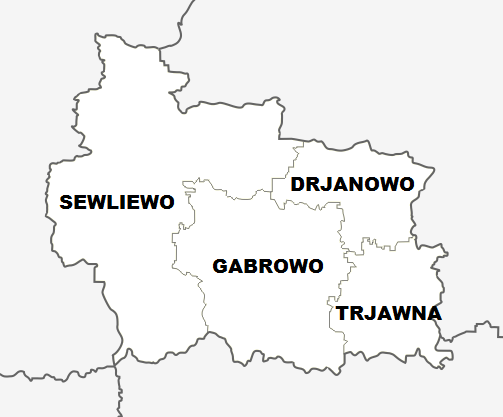
Podział administracyjny obwodu Gabrowo

Obwód Gabrowo (bułg. Област Габрово) – jedna z 28 jednostek administracyjnych Bułgarii, położona w środkowej części kraju.

## Skład etniczny
W obwodzie żyje 144 125 ludzi, z tego 131 494 Bułgarów (91,23%), 9109 Turków (6,32%), 1611 Romów (1,11%) oraz 1911 osób innej narodowości (1,32%).